# Hunding, Bavaria
Hunding este o comună aflată în districtul Deggendorf, landul Bavaria, Germania.